# Arno Poebel
Arno Poebel (26 janvier 1881 – Chicago, 3 mars 1958) est un assyriologue allemand.

## Biographie
Poebel grandit dans une famille marquée par le protestantisme. Après avoir passé son baccalauréat en mars 1900 au lycée Charles-Frédéric d'Eisenach (de), Arno Poebel étudie entre 1900 et 1904 la théologie et la philologie à Heidelberg, Marbourg, Zurich et Iéna. Dans les années 1905/1906, il travaille sur des documents Sumériens au Musée d'archéologie et d'anthropologie à l'Université de Pennsylvanie, à Philadelphie, avant de soumettre une édition de documents juridiques sumérien pour sa thèse de doctorat en 1906.
Il enseigne ensuite à l'Université Johns Hopkins de Baltimore entre 1911 à 1913, et publie d'autres textes sumériens à la Pennsylvania Museum de 1912 à 1914. Il est l'Université de Rostock entre 1919 et 1928. Sa Grammaire sumérienne (1923) a été déterminante pour le domaine de la assyriologie et demeure pertinente.
Peobel émigre aux États-Unis en 1928, devient professeur d'assyriologie et de sumérologie à l'Université de l'institut oriental de Chicago dans les années 1930. Il a été rédacteur en chef du Dictionnaire assyrien de Chicago (Chicago Assyrian Dictionary) de 1933 jusqu'à sa retraite, en 1946.

## Œuvres
- Babylonian Legal and Business Documents. Philadelphie 1909. (Vol. V, Vol. VI)
- Historical and Grammatical Texts. Philadelphie 1914.
- Sumerische Studien. Hinrichs, Leipzig 1921.
- Grundzüge der sumerischen Grammatik. Rostock 1923.
- Sumerische Untersuchungen. De Gruyter, Berlin 1927–1929.